# سیارک ۲۶۵۵۹
سیارک ۲۶۵۵۹ (به انگلیسی: 26559 Chengcheng، نامگذاری:2000EX29)۲۶۵۵۹مین سیارک کشف شده‌است که در ۰۵ مارس ۲۰۰۰ کشف شد.